# Colegio de Educadoras y Educadores Sociales de Cataluña
El Colegio de Educadoras y Educadores Sociales de Cataluña (CEESC, en catalán: Col·legi d'Educadores i Educadors Socials de Catalunya) es el colegio profesional de educadores sociales de Cataluña (España). De acuerdo con sus estatutos, constituye una corporación de derecho público, de carácter profesional, con personalidad jurídica propia y sin ánimo de lucro. Integra a todos los profesionales que, con la titulación académica universitaria de educación social, ejercen la profesión en Cataluña. El CEESC es el primer colegio profesional de educación social existente en España.
Su origen se remonta a la creación de la Asociación Profesional de Educadores Sociales de Cataluña (APESC), que sirvió como su antecedente y promotor. En el proceso de configuración del asociacionismo de la educación social en Cataluña cabe destacar el papel de las siguientes asociaciones profesionales, hasta llegar a la creación del actual CEESC en 1996: AEEC (1984), APEEC (1991) y APESC (1994).
Un hito crucial en la historia de la educación social en España fue el reconocimiento del título universitario de Diplomatura en Educación Social en 1991, que allanó el camino para la creación del Colegio.Con la aprobación de la Ley 15/1996 por el Parlamento de Cataluña, el CEESC se convirtió en el primer colegio profesional de educación social establecido en España.
Según marcan sus estatutos, el CEESC tiene como objetivos representar y defender los intereses profesionales de las personas colegiadas y velar porque sus actuaciones se correspondan con los intereses y las necesidades de la sociedad. También se encarga de garantizar el cumplimiento de las buenas prácticas y de obligaciones deontológicas de la profesión, así como de promover el reconocimiento social y profesional de la educación social. Entre sus reivindicaciones históricas se encuentran la profesionalización de la figura de los educadores sociales, su regulación en el sistema educativo y el aumento de recursos dedicados al sector social.
El CEESC publica la revista Quaderns d’Educació Social, que incluye contenidos de actualidad y de la práctica profesional, y el Full informatiu, con información de las actividades, proyectos y servicios ofrecidos por el Colegio. El CEESC celebra anualmente el Día Internacional de la Educación Social, que tiene lugar el 2 de octubre. Esta conmemoración incluye diversas actividades, como la iluminación de azul de edificios públicos y la entrega de los Premios Celebramos y Construimos Profesión a los estudiantes de las universidades catalanas con los mejores expedientes y trabajos de fin de grado de su promoción.
El CEESC forma parte del Consejo General de Colegios de Educadoras y Educadores Sociales (CGCEES) desde su creación en 2007, así como de la Asociación Intercolegial de Colegios Profesionales de Cataluña.